# Josué Sá
Josué Sá, né le 17 juin 1992 à Lisbonne, est un footballeur portugais. Il évolue au Gil Vicente FC au poste de défenseur central.

## Biographie

### En club
Il joue plus de 100 matchs en première division portugaise avec le club du Vitória Guimarães.

### En équipe nationale
Josué Sá est régulièrement sélectionné dans les équipes nationales de jeunes, des moins de 18 ans jusqu'aux espoirs.

## Palmarès
- Finaliste de la Coupe du Portugal en 2017 avec le Vitória Guimarães
- Finaliste de la Supercoupe du Portugal en 2017 avec le Vitória Guimarães
- Champion de Segunda División en 2020 avec la SD Huesca